# Le Thor
Le Thor este o comună în departamentul Vaucluse din sud-estul Franței. În 2009 avea o populație de 8.099 de locuitori.

## Evoluția populației
| An        | 1975  | 1982  | 1990  | 1999  | 2006  | 2009  |
| --------- | ----- | ----- | ----- | ----- | ----- | ----- |
| Populație | 4.003 | 5.023 | 5.941 | 6.619 | 7.675 | 8.099 |